# 仲君
仲君（ちゅうくん）は、西周の諸侯である曹の第3代の君主。姓は姫、名は平。太伯の子として生まれた。太伯の後をうけて曹国の君主となった。宮伯の父。